# هادامو ترائوره
هادامو ترائوره (انگلیسی: Hadamou Traoré؛ زادهٔ ۷ سپتامبر ۱۹۹۳) بازیکن فوتبال است.
از باشگاه‌هایی که در آن بازی کرده‌است می‌توان به باشگاه فوتبال رویال یونیون سنت ژیل اشاره کرد.